# Triamcinolon
Triamcinolon is een corticosteroïde die oraal, per injectie, per inhalatie of als zalf wordt toegepast. Het wordt synthetisch bereid en heeft een ontstekingsremmende werking. De glucocorticoïdactiviteit is bij benadering ongeveer vijf keer die van hydrocortison, wat bij benadering dezelfde glucocorticoïdactiviteit betekent als het lichaamseigen cortisol.
De stof is lokaal niet werkzaam, voor op de huid moet triamcinolonacetonide worden gebruikt.

## Gebruik
Triamcinolon wordt gebruikt tegen verscheidene medische aandoeningen waarbij ontstekingsverschijnselen een rol spelen, zoals eczeem in de vorm van psoriasis, astma, reuma, multiple sclerose, lupus erythematodes en allergische reacties. Het kan ook worden toegepast om afstotingsreacties te voorkomen na orgaantransplantaties.

### In de oogheelkunde
Aandoeningen aan het oog kunnen met natte macula-oedeem door diabetische retinopathie, vaatocclusie, uveïtis, natte maculadegeneratie worden behandeld met intravitreale triamcinoloninjecties, met Kenacort. Het middel zorgt hierbij voor stabilisatie van de bloed-retinabarrière en het onderdrukken van de vasculaire-endotheelcelgroeifactor, wat tot vermindering van vochtophoping leidt onder het netvlies.

## Bijwerkingen
Bijwerkingen van triamcinolon omvatten pijnlijke keel, neusbloeden, meermaals hoesten, hoofdpijn en lopende neus. Witte vlekken in de keel of neus zijn indicaties van ernstige bijwerkingen. Symptomen van een allergische reactie zijn onder andere jeuk, zwellingen, ernstige duizeligheid, moeilijkheden met de ademhaling. Een bijkomende bijwerking bij vrouwen is een verlengde menstruele cyclus.

## Ongeboren kind
De Gezondheidsraad stelde in hun rapport van 5 april 2013 voor triamcinolon in categorie 1B te classificeren.

## Websites
- Bijsluiter van triamcinolon